# Мурильо, Андрес (футболист)
Андрес Фелипе Мурильо Сегура (англ. Andrés Felipe Murillo Segura; род. 1 апреля 1996 года, Сарсаль, Колумбия) — колумбийский футболист, защитник .

## Клубная карьера
Мурильо — воспитанник клуба «Ла Экидад». 9 ноября 2014 года в матче против «Депортиво Кали» он дебютировал в Кубке Мустанга. 9 апреля 2015 года в поединке против «Альянса Петролера» Андрес забил свой первый гол за «Ла Экидад». Летом 2016 года Мурильо на правах аренды перешёл в мексиканский «Сантос Лагуна». 11 августа в поединке Кубка Мексики против «Веракрус» он дебютировал за новую команду.